# Karl XII-firande i Lund
Karl XII-firandet i Lund har gamla anor. Firandet av hans dödsdag hölls årligen (med vissa avbrott) den 30 november från  1853 fram till 2007 och 2008.

## Historik
Karl XII har en särställning bland svenska kungar vad avser sin relation till staden Lund genom att han 1716-1718 residerade i staden (i en byggnad numera tillhörig Katedralskolan), vilket de facto gjorde staden till Sveriges huvudstad dessa år.
1853 föreslog den blivande professorn i estetik Gustaf Ljunggren, då ordförande i Akademiska Föreningens sociala utskott och en allmänt drivande kraft inom studentvärlden, att minnet av Karl XII:s dödsdag borde högtidlighållas i Lund. Förslaget antogs och under 1800-talet hade firandet utformningen att det inleddes med ett högtidstal på Akademiska Föreningen varefter studenterna tågade i fackeltåg ner till Katedralskolan, där man sjöng Geijers Viken, tidens flyktiga minnen och Esaias Tegnérs dikt Karl XII ("Kung Carl, den unga hjälte"). Bland högtidstalarna märktes under detta sekel prominenta namn som Albert Lysander och Martin Weibull.
Så småningom bestämdes att tåget endast skulle hållas de år minst 150 av studentkårens medlemmar antecknat sig för deltagande. Trots att det totala studentantalet vid denna tid endast uppgick till ungefär 600 uppnåddes i princip alltid detta minimiantal. Från 1873 inbjöds även staden Lunds icke-akademiska medborgare att deltaga i tåget.
Firandet blev dock redan mot slutet av 1800-talet omstritt. 1889 yrkade medlemmar av den radikala studentsammanslutningen De unga gubbarna att man i stället borde fira 100-årsminnet av franska revolutionen och påföljande år arrangerade samma organisation såsom ett alternativ till fackeltåget en fest till tuberkulinets upptäckare Robert Kochs ära. Motsättningen mellan nationella och radikala formulerades av Adolf Strömstedt i dikten De och vi.
Fackeltåget fortsatte dock genom åren om än med en paus kring första världskriget, men studentkåren tog avstånd och ville inte deltaga. Då bildades 30-novemberföreningen av nationella och högerextrema grupper vid universitetet.
En särställning fick dock fackeltåget 1939. Till följd av Sovjetunionens angrepp på Finland samma dag blev tåget detta år även en manifestation till stöd för Finland och lockade ett ovanligt stort deltagarantal, inklusive representanter för den politiska vänstern.
Från 1960-talet kom Lars Hultén att leda 30 novemberföreningen. Under 1970-talet började motdemonstrationer ta fart. Vid slutet av 1980-talet tillkom allt fler nynazistiska inslag som Hitlerhälsningar, hakkors och antisemitiska slagord. Skinnskallar utgjorde en allt större del av det lilla fackeltåget, vilket i sin tur ledde till eskalerande motdemonstrationer och därigenom mycket stora polisinsatser med containrar, helikoptrar, avspärrningar av Lundagård och en närmast militär bevakning gjorde Lund till en nästan belägrad stad detta datum. Under det sena 1980-talet började allt fler grupper också aktivera sig mot fackeltåget. Såväl flertalet politiska partier demonstrerade som mer radikala grupper, i huvudsak pacifistiska anarkister som genomförde sittblockader. Tidningen Lundagård beskrev några år senare hur 30 novemberfirandet under denna tid gått från "akademisk folkfest till tummelplats för tvivelaktiga element med dunkla motiv" där "skränande skinheads" mötte motdemonstranter i form av "professionella våldsverkare i rånarluvor".

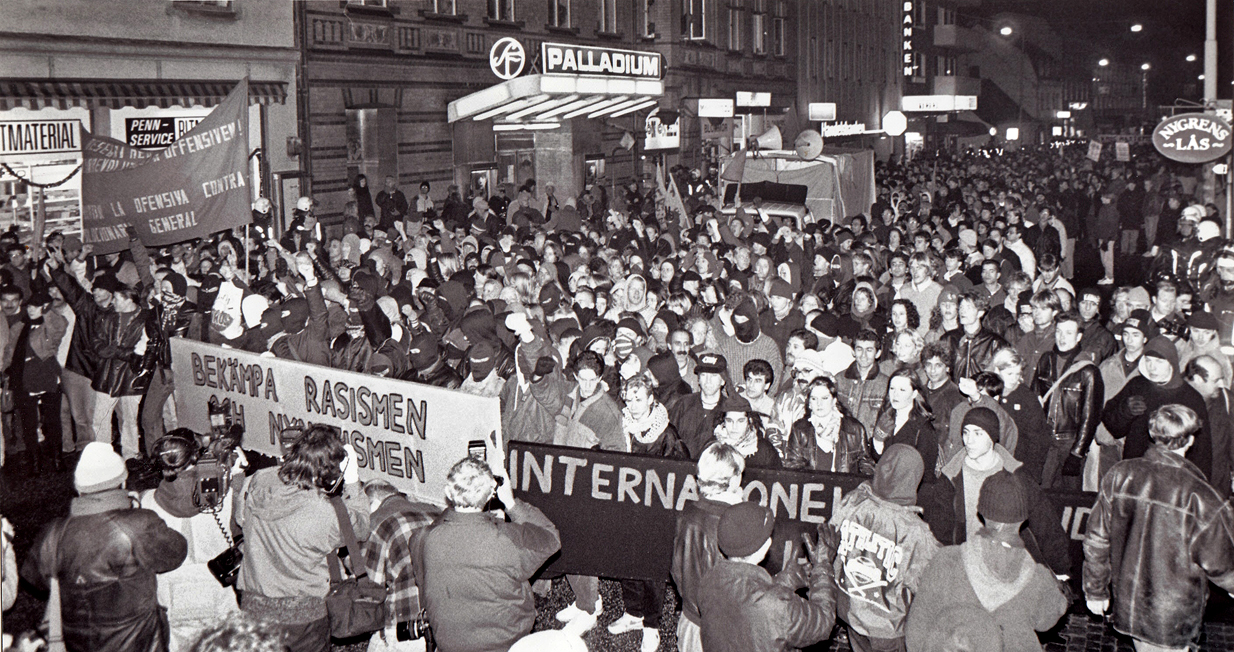
Stora Södergatan i Lund 30 november 1991.

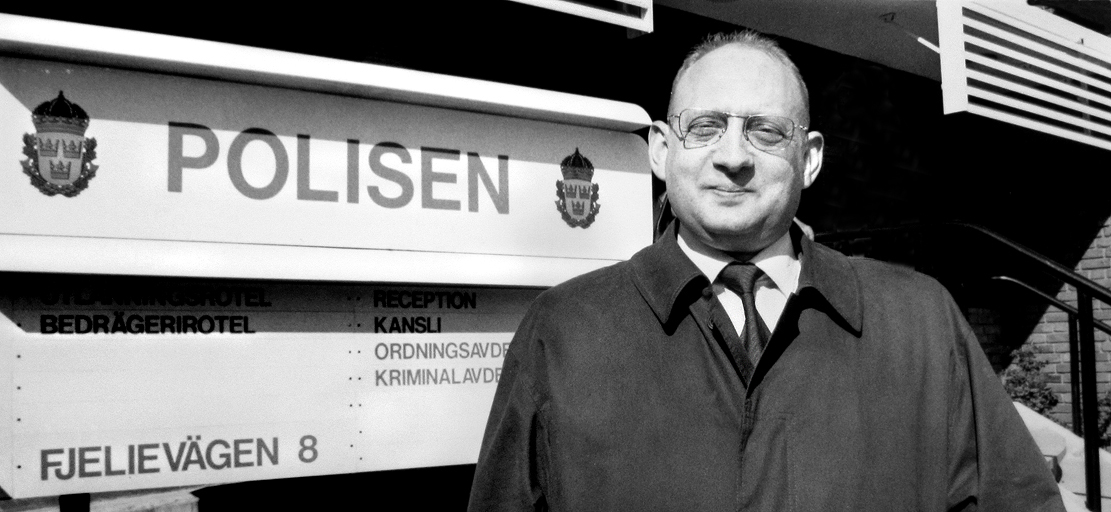
Lars Hultén på väg till Lundapolisen för att söka demonstrationstillstånd för 30 novemberföreningen 1992.

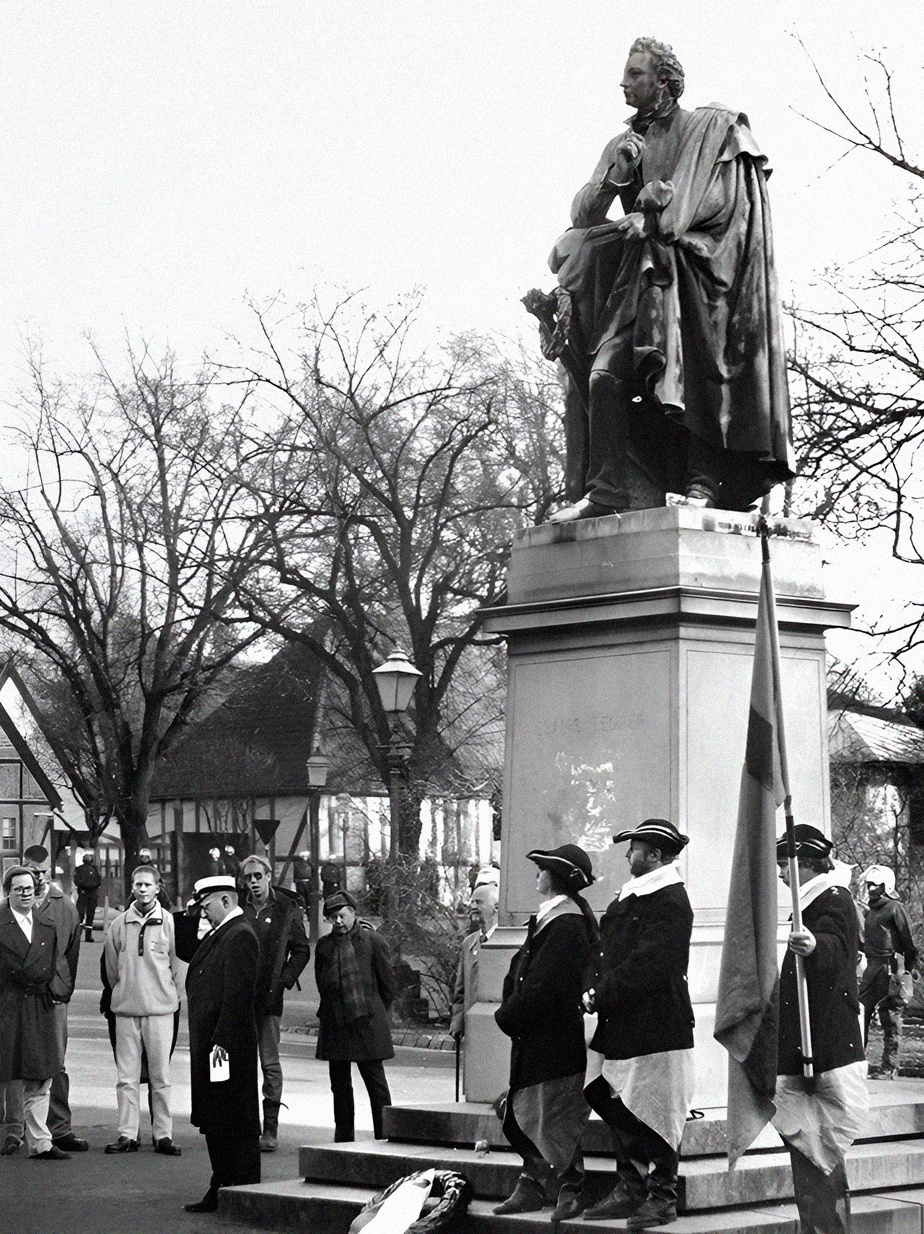
Nazisterna och SD-grundarna Gustaf Ekström (till hälften dold av statyn) och Gösta Bergquist (med rutig halsduk) vid 30 novemberfirandet i Lund 1994.

## 30 november 1991
1991 bestämde sig vänsteraktivister i Lund och Malmö för att försöka stoppa marschen, och genomförde med en grupp tillresta BZ-aktivister från Danmark en blockad på Stora Södergatan. Efter en kortare drabbning ställde polisen för första gången in fackeltåget. Efter ytterligare tre år av oroligheter, valde 30 novemberföreningen att avveckla sin tradition av att marschera i Lund 1993. På platsen för det som utspelades 1991 placerades tio år senare ett minnesmärke i form av en gatsten med texten "Här stoppades rasismen 1991-30-11".
Historikern Fredrik Persson har i en artikel beskrivit hur blockaden 1991 blivit en viktig symbolhändelse för "[s]tadens radikala och utomparlamentariska vänster" där valet av en gatsten som minnesmärke blir "en legitimerande hyllning av den militanta antifascismen. Logiken är tydlig: trots att det 1991 inte förekom några sammandrabbningar var det hotet om våld och rädslan för fullskaliga kravaller som fick polisen att bussa ut nazisterna ur Lund". Historikerna Andrés Brink Pinto och Johan Pries menar istället att de olika typer av motståndspraktiker som testades i Lund under perioden 1985-1993 kom att utgöra grunden för den så kallade "autonoma vänsterns" konfrontativa sätt att praktiskt bedriva politik under 1990-talet, och att minnet av konflikten relativt snabbt föll i glömska för att aktiveras först i ett senare skede.

## Senare händelser
Även om Karl XII-firandet i sin ursprungliga tappning upphörde efter 1991[källa behövs] fortsatte den 30 november att utmärkas av oroligheter de nästföljande åren. 1993, ett år då 30 novemberföreningen helt ställt in sina aktiviteter, anlände trots detta många motdemonstranter till Lund där de i stället stred enbart mot polisen. Också 30-novemberföreningen under ledning av Lars Hultén har fortsatt att hålla vissa aktiviteter, men har i stället för fackeltåg genom den centrala staden kvällstid nöjt sig med att i en mindre grupp tåga från Lunds domkyrka till Monumentparken i stadens utkant. Även om antalet motdemonstranter också minskade åren efter 1993 har Karl XII-firarna fortsatt att ha behov av stora polisinsatser för att kunna genomföra sin manifestation. 
Från Lunds kommuns sida valde man, såsom en uttalad strategi mot oroligheterna, att många av dessa år boka upp merparten av de offentliga platserna i Lund för kommunalt arrangerade kulturaktiviteter den 30 november.
Med början 2007 tilltog åter oroligheterna. Den 30 november detta år var både antalet Karl XII-firare och motdemonstranter ovanligt högt. Det var också första året sedan 30 november-föreningens grundande som ledaren, Lars Hultén, var frånvarande. Antalet Karl XII-firare uppgick till 20-25, antalet motdemonstranter uppgick till ungefär 50 och antalet poliser till 30. Inför den 30 november 2008 försökte den nazistiska organisation Fria Nationalister  återupprätta Karl XII-marschen genom Lunds centrum, men Lundapolisen tvingades trots en omfattande polisinsats att dirigera om fackeltåget längs en rutt som ledde ut mot Sankt Hans Backar efter omfattande oroligheter under ett antal timmar. 30-novemberföreningen var inte närvarande detta år men dess ordförande Lars Hultén valde att gå i de högerextremas demonstration. Antalet motdemonstranter har uppskattats till över 1000, medan antalet högerextremister var strax under 100. Totalt greps nio personer från båda sidor i konflikten misstänkta för brott mellan skadegörelse och förberedelse till grov misshandel.

## Analys
Historikern David Gaunt och etnologen Orvar Löfgren har om Karl XII-firandet i Lund skrivit att "[...] traditioner kan användas till mycket. Tradition är något som upprepas, men detta kan förändras från år till år. En och samma tradition kan hinna byta innehåll många gånger under sin långa levnad. Själva magin i ordet tradition som det presenterades i annonsen [för fackeltåget] låg ju i själva påståendet om kontinuitet, men även om själva fackeltåget nu skulle ha många år på nacken så är det nog mest själva formen, tågandet, som levt vidare. Innehållet, hur man tågar och varför man tågar, har ständigt förändrats."
Historikerna Johan Pries och Andrés Brink Pinto argumenterar i en bok om händelserna för att radikala antirasister och nationalister på 30 november i Lund kämpade om rummet som en rörelse-resurs under en period då ingen av rörelserna kunde göra anspråk på makt genom staten. Rummet framstod allt mer som ett nollsummespel där den enas kontroll över en symboliskt laddad plats innebar en taktisk förlust för dess motpart, vilket drev fram allt bittrare konfrontationer. Efter att Lundapolisen genom sitt lokala demonstrationsförbud 1993 omöjliggjorde att denna konflikt spelades ut genom offentliga anspråk på rummet flyttade kampen successivt över till territoriella anspråk på rummet, en kamp om absolut kontroll över stadens platser. Detta föranledde den typ av hemliga och mycket våldsamma konfrontationer mellan antifascister och nazister som under tidigt 2000-tal kom att ersätta de relativt stora demonstrationer som präglat 1980-talet och 1990-talet, och speglar en liknande utvecklingstendens i övriga delar av landet.